# Giannina Censi
Giannina Censi (25 janvier 1913 à Milan - 5 mai 1995 à Voghera) est une danseuse et chorégraphe italienne. Après avoir fait ses débuts dans des œuvres classiques sous la direction d' Ettore Romagnoli, elle est dans les années 1930 la principale interprète de danses futuristes comme l'Aerodanza, pour laquelle elle chorégraphie souvent. Elle a collaboré notamment avec Filippo Tommaso Marinetti, dont elle a interprété la Simultanina (it), ainsi qu'avec Riccardo Pick-Mangiagalli. Plus tard, elle s'est consacrée à l'enseignement de la danse dans les écoles. Ses notes sont conservées dans l'Archivio del '900 du MART de Rovereto.